# Jacques Gelman
Jacques Gelman (San Petersburgo, Imperio ruso, 30 de octubre de 1909-Houston, Texas, 22 de julio de 1986) fue un productor de cine y coleccionista de arte mexicano.

## Biografía
Nacido en Rusia en el seno de una rica familia judía, tras la Revolución de Octubre debieron emigrar a Alemania. Estudió cine en Berlín y trabajo en París en una empresa distribuidora de películas. En 1938 se traslada a México para abrir una filial de esta empresa; como era de origen judío, decidió establecerse definitivamente en ese país. Ahí conoció a la checa Natasha Zahalka, con quien se casó en 1941.
En 1942, cuando obtuvo su ciudadanía mexicana, compró acciones en Posa Films, SA, la compañía fundada por Reachi, el productor; por Fernández, inversionista y por el comediante Mario Moreno Cantinflas, cuyas películas pasó a producir a partir del retiro de Reachi, en 1964.
También conoció a varios artistas mexicanos, como Diego Rivera, Frida Kahlo, David Alfaro Siqueiros, Rufino Tamayo y Rafael Cidoncha; formó una gran colección de arte mexicano de las décadas de 1910 a 1970, que también incluyó a artistas como María Izquierdo, José Clemente Orozco y la surrealista Leonora Carrington.
Tras su fallecimiento, su viuda donó la colección de arte al curador Robert Littman, quien a su vez creó la Fundación Vergel. El museo Centro Cultural Muros abrió sus puertas en 2004, en él se exhiben unas cien obras. Por su parte, las pinturas de europeos como Henri Matisse, Pablo Picasso, Georges Braque, Balthus y Amedeo Modigliani fueron donadas al Metropolitan Museum of Art de Nueva York.

## Filmografía
El primer filme fue dirigido por Alejandro Galindo, los demás por Miguel M. Delgado.
- 1966: Su Excelencia
- 1968: Por mis pistolas
- 1971: El profe
- 1976: El ministro y yo
- 1977: El patrullero 777
- 1982: El barrendero

## Colección de arte

Retrato de Cantinflas por Rufino Tamayo, 1948, en el cartel de la exposición La Colección de Pintura Mexicana de Jacques y Natasha Gelman, 1992, en el hoy inexistente Centro Cultural de Arte Contemporáneo, Ciudad de México.

Entre las obras más conocidas de la colección de Jacques y Natasha Gelman están:
- 1936–1937: Autorretrato en Albergue del Caballo del Alba (Selbstporträt im Heim das Alba-Pferdes) – Leonora Carrington
- 1938: Caballos (Pferde) – María Izquierdo
- 1943: Retrato de la Señora Natasha Gelman (Porträt Natasha Gelman) – Diego Rivera (erstes Bild der mexikanischen Sammlung)
- 1943: Vendedora de Alcatraces (Verkäuferin von Calla-Lilien) – Diego Rivera
- 1943: Autorretrato con Monos (Selbstbildnis mit Affen) – Frida Kahlo
- 1943: Diego en mi Mente (Diego in meinen Gedanken) – Frida Kaho
- 1945: Libertad (Freiheit) – José Cemente Orozco
- 1948: Retrato de Cantinflas (Porträt Cantinflas) – Rufino Tamayo
- 1949: Mujer con Rebozo (Frau mit Schal) – David Alfaro Siquieros
- 1953: Los Cuatro Elementos (Die Vier Elemente) – Gunther Gerszo

Puede consultarse el listado completo en La Colección Gelman. La Colección de Arte Mexicano Moderno y Contemporáneo de Jacques y Natasha Gelman (Hayden Herrera, Pierre Schneider, Raquel Tibol). Publicado en Cuernavaca, Morelos en el 2004 con el registro ISBN 0-9722164-0-5, exhibido en el Museo Muros.